# Fawzi el-Kutub
Fawzi el-Kutub (ur. prawd. w Jerozolimie, zm. ?) – arabski bojownik antybrytyjski, członek SS, a następnie propagandysta podczas II wojny światowej, terrorysta antyżydowski.

## Życiorys
W II poł. lat 30. popierał antybrytyjskie idee głoszone przez wielkiego muftiego Jerozolimy Mohammada Amina al-Husajniego. Brał udział w walkach arabskich bojówek z Brytyjczykami w Palestynie w latach 1936–1939. Wyspecjalizował się we wrzucaniu granatów do różnych budynków (według źródeł zrobił to 56 razy). Następnie zbiegł do Syrii. Wiosną 1941 r. przyłączył się do Irakijczyków, którzy wywołali powstanie antybrytyjskie. Po jego upadku pod koniec maja 1941 r., ponownie przedostał się do Syrii, skąd jesienią 1941 r. został wraz z grupą Irakijczyków i Arabów przewieziony niemieckim samolotem do okupowanej Grecji, a stamtąd do Berlina. Wstąpił do SS. Na przełomie 1941/1942 r. przeszedł przeszkolenie dywersyjno-terrorystyczne w szkole wywiadowczej SS w Sorghvliet Park w okupowanej Hadze. Niemcy zamierzali wysłać go na front wschodni, ale odmówił. Osadzono go wówczas w obozie koncentracyjnym w rejonie Breslau. W 1944 r. dzięki staraniom wielkiego muftiego Mohammada Amina al-Hussejniego został wypuszczony na wolność, po czym stał się arabskim propagandystą. Po zakończeniu wojny powrócił do Palestyny, ukrywając się na statku z uchodźcami żydowskimi. Brał udział w I wojnie izraelsko-arabskiej w latach 1948–1949. Zorganizował w 1948 r. zamachy bombowe na szereg żydowskich instytucji, np. 1 lutego na redakcję gazety "Jerusalem Post", 22 lutego na budynki przy ulicy Ben Yehudy, 11 marca na Żydowską Agencję Izraela, czy 21/22 maja na synagogę Tiferes Israel. Dalsze jego losy są nieznane.